# Silverton (Texas)
Silverton is een plaats (city) in de Amerikaanse staat Texas, en valt bestuurlijk gezien onder Briscoe County.

## Demografie
Bij de volkstelling in 2000 werd het aantal inwoners vastgesteld op 771.
In 2006 is het aantal inwoners door het United States Census Bureau geschat op 686, een daling van 85 (-11,0%).

## Geografie
Volgens het United States Census Bureau beslaat de plaats een oppervlakte van
2,6 km², geheel bestaande uit land. Silverton ligt op ongeveer 999 m boven zeeniveau.

## Plaatsen in de nabije omgeving
De onderstaande figuur toont nabijgelegen plaatsen in een straal van 44 km rond Silverton.